# Mapovník hnědočerný
Mapovník hnědočerný (Rhizocarpon badioatrum, někdy též Lecidea badioatra) je druh lišejníku z čeledi mapovníkovité. Je rozšířen v Evropě, Asii, Severní Americe a Austrálii. Vyskytuje se také na jedné lokalitě v Jižní Americe. Na území České republiky byl zaznamenán počátkem 20. století v krkonošské lokalitě Čertova zahrádka Viktorem Cypersem-Landrecy. V nedávné době byl tento mapovník popsán na Šumavě, Novohradských horách, Slavkovském lese, Železných horách, Jizerských horách a na březích Úpy v Obřím dole a v přítocích Labe v Labském dole v Krkonoších. Porůstá rulové a žulové kameny a skalky v horských oblastech často v blízkosti tekoucích vod.
Tvoří zpravidla souvislou hnědou stélku vytvářející jakási políčka s průměrem do 10 cm. Mezi jednotlivými políčky pak vyrůstají černé ploché plodnice do 1 mm průměru. Výtrusy tmavě zelené nebo hnědé jsou uvolňovány po osmi.